# Elimia olivula
Elimia olivula é uma espécie de gastrópode da família Pleuroceridae.
É endémica dos Estados Unidos da América.